# تهامي (اسم)
تهامي هو اسم علم مذكر من أصل عربي، ومعناه هو منسوب إلى سهول تهامة.

## شخصيات تحمل الاسم
- تهامي نهيضة (10 فبراير 1978 – )

## وصلات خارجية
- موسوعة السلطان قابوس لأسماء العرب نسخة محفوظة 5 أبريل 2019 على موقع واي باك مشين.